# Begin (holme i Marshallöarna)
Begin är en holme i Marshallöarna.   Den ligger i kommunen Wotho, i den nordvästra delen av Marshallöarna, 700 km nordväst om huvudstaden Majuro.